# Schlacht von Košare
Die Schlacht von Košare (albanisch Beteja e Kosharës, serbisch Битка на Кошарама Bitka na Košarama) wurde während des Kosovokrieges zwischen der Bundesrepublik Jugoslawien und der Kosovo-Befreiungsarmee (UÇK) geführt, die von der NATO-Luftwaffe und der albanischen Armee unterstützt wurde. Die Schlacht ereignete sich vom 9. April bis 10. Juni 1999 bei Košare, einem Ort in den Albanischen Alpen südwestlich von Junik an der Grenze zwischen der Bundesrepublik Jugoslawien und Albanien.
Die UÇK versuchte, von Albanien aus in den Kosovo einzudringen und die Kommunikationswege der jugoslawischen Armee abzuschneiden. Die Aufständischen der UÇK schafften es, den Außenposten Košare nach massivem Artilleriefeuer der albanischen Armee und NATO-Luftangriffen auf jugoslawische strategische Standorte zu übernehmen.

## Hintergrund
Nach Angaben von US-Geheimdiensten und Militärbeamten leistete die NATO der UÇK Luftunterstützung, während die NATO und die Clinton-Administration der UÇK keine direkte Unterstützung gewährten, wobei ein westlicher Beamter seine Besorgnis über die Errichtung einer UÇK-Militärdiktatur im Kosovo zum Ausdruck brachte. Die UÇK wurde auch durch Artillerie der albanischen Armee unterstützt.

## Verlauf der Schlacht

### 9.–13. April: UÇK Offensive
Am 9. April 1999, um 3:00 Uhr, überquerten etwa 136 UÇK-Soldaten die jugoslawisch-albanische Grenze und griffen jugoslawische Stellungen an. Etwa 300 Angehörige der jugoslawischen Armee waren an der Front stationiert. Es folgten blutige Kämpfe, die den ganzen Tag andauerten und zu vier Toten und einem Verwundeten auf albanischer Seite und 23 Toten auf jugoslawischer Seite führten. Später eroberte die UÇK den Gipfel von Rrasa e Kosharës und begann sofort sich zu verschanzen. Serbischen Berichten zufolge wurden die UÇK-Aufständischen von britischen, französischen, deutschen und italienischen Spezialeinheiten unterstützt, dies wurde jedoch nie seitens Großbritanniens, Frankreichs, Deutschlands und Italiens bestätigt.
Der Kampf dauerte bis zum nächsten Morgen an, und die UÇK schaffte es mit Artillerieunterstützung aus Albanien, den strategisch wichtigen Punkt Maja Glava einzunehmen. Von dort aus beschoss die UÇK mit Artilleriefeuer den Außenposten Košare. Dies führte dazu, dass die jugoslawischen Soldaten sich zurückzogen. Um 19:00 Uhr nahmen Mitglieder der UÇK den verlassenen Außenposten ein.

### 14. April: Jugoslawische Gegenoffensive in Maja Glava
Die albanische Armee und die UÇK setzten ihren Angriff fort und beschossen weiterhin strategisch wichtige Stellungen der jugoslawischen Armee in Rrasa e Kosharës. Das Hauptquartier der jugoslawischen Armee beschloss, eine Gegenoffensive zu starten, um die Maja Glava zurückzuerobern. Am 14. April griffen jugoslawische Truppen Maja Glava an. Die Gegenoffensive schlug fehl, und die jugoslawische Armee konnte Maja Glava nicht einnehmen, jedoch schafften sie es, die Front von Maja Glava zu stabilisieren.
In den nächsten Tagen gab es keine Veränderungen an der Front bei Rrasa e Kosharës, jedoch mussten beide Seiten bei den Kämpfen schwere Verluste erleiden. Viele jugoslawische Soldaten wurden durch den ununterbrochenen Artilleriebeschuss getötet, während viele UÇK-Kämpfer bei zahlreichen erfolglosen Versuchen, die jugoslawischen Verteidigungslinien zu durchbrechen, getötet wurden.

### 10./11. Mai: Jugoslawische Offensive bei Košare
Der Mai begann mit mehreren erfolglosen Angriffen der jugoslawischen Armee, den Außenposten Košare zurückzuerobern. Die Angriffe blieben wegen des ständigen Artilleriefeuers, das auf ihre Positionen gerichtet war, erfolglos. Am 6. Mai griff die jugoslawische Armee Košare an, um den Artilleriebeschuss zu stoppen. Es kam zu einem blutigen Gefecht, jedoch schaffte es die jugoslawische Armee nicht, Košare einzunehmen. Am 10. Mai schickte die jugoslawische Armee zwei T-55 Panzer, um die Offensive auf Rrasa e Kosharës zu stabilisieren. Die Panzer drangen in das von der UÇK kontrollierten Gebiet ein, wurden jedoch beide von der UÇK zerstört. Die UÇK schaffte es, die Offensive zurückzuschlagen und die Kontrolle über Košare zu behalten. In der Nacht vom 10. auf den 11. Mai warfen NATO-Bomber dutzende Bomben auf die fliehenden jugoslawischen Soldaten, die vergeblich versucht hatten, Rrasa e Kosharës zurückzuerobern. Bei diesen Angriffen tötete die NATO acht jugoslawische Soldaten und einen Offizier und verwundete weitere 40. Die UÇK nutzte die Gelegenheit zum Angriff und beschoss die jugoslawischen Soldaten aus den Stellungen in Košare und Maja Glava und drang somit weitere jugoslawische Soldaten zurück.

### 19./20. Mai: UÇK-Angriff bei Junik
Am 19. oder 20. Mai griff die UÇK eine Stellung von jugoslawischen Spezialeinheiten in der Nähe von Junik an. Nach einem erbitterten Kampf schaffte es die UÇK, 14 jugoslawische Spezialeinheiten zu töten. Die UÇK erlitt keine Verluste. Einer der Getöteten war der russische Offizier Bulach Vitaly Glebovich. Dokumente zeigten, dass er vor dem Kosovokrieg als Offizier in der russischen Armee gedient hatte. Moskau bestätigte, dass es einen Offizier gleichen Namens gab, der aus der russischen Armee wegen gesundheitlicher Probleme entlassen worden war. Die UÇK präsentierte dies als Beweis für die russische Beteiligung am Krieg und schickte einen eindringlichen Protestbrief an die russische Botschaft in Tirana, in dem sie 5000 Schusswaffen mit Munition als Lösegeld für die Bergung der Leiche forderte. Jugoslawien berichtete, dass Glebovich während eines Kampfes als Freiwilliger getötet worden sei.

### 22. Mai: Versehentliches NATO Feuer auf UÇK Kämpfer
Am 22. Mai bombardierten NATO-Flugzeuge "versehentlich" Stellungen der UÇK. Einige UÇK-Kommandeure sagten später aus, dass dies beabsichtigt war, um die UÇK daran zu hindern, weitere Gewinne zu erzielen. Nach Angaben der UÇK wurden bei dem Angriff sieben ihrer Kämpfer getötet und 27 verwundet. Nach dem Krieg berichtete PBS, dass 67 Kämpfer bei dem Überfall starben.
Den ganzen Mai über führte die NATO Luftoperationen gegen serbische Ziele im Kosovo und Serbien durch.

### 10. Juni: Abkommen von Kumanovo
Mit der Unterzeichnung des Abkommens von Kumanovo stimmte Jugoslawien einen Abzug der Truppen aus dem Kosovo zu. Am 10. Juni fingen die jugoslawischen Soldaten an, sich aus Košare zurückzuziehen. Mit dem Abzug war die blutigste Schlacht im ganzen Kosovokrieg beendet.